# Crassula cymbiformis
Crassula cymbiformis är en fetbladsväxtart som beskrevs av H.R. Tölken. Crassula cymbiformis ingår i släktet krassulor, och familjen fetbladsväxter. Inga underarter finns listade i Catalogue of Life.